# Magacela
Magacela je španělská obec situovaná v provincii Badajoz (autonomní společenství Extremadura).

## Poloha
Obec se nachází 125 km od Badajozu. Patří do okresu La Serena a soudního okresu Villanueva de la Serena.

## Historie
Obec se z počátku vyvíjela pod arabskou nadvládou a jmenovala se Umm Gazala. V roce 1834 se obec stává součástí soudního okresu Villanueva de la Serena. V roce 1842 čítala obec 286 usedlostí a 1 114 obyvatel.

## Odkazy

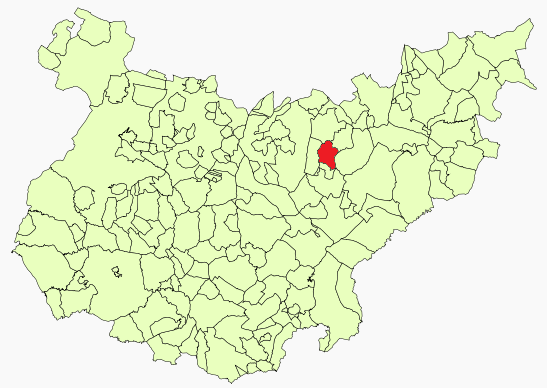
Poloha obce v provincii Badajoz

## Demografie
| Populace obce Magacela z let (1842–2010) | Populace obce Magacela z let (1842–2010) | Populace obce Magacela z let (1842–2010) | Populace obce Magacela z let (1842–2010) | Populace obce Magacela z let (1842–2010) | Populace obce Magacela z let (1842–2010) | Populace obce Magacela z let (1842–2010) | Populace obce Magacela z let (1842–2010) | Populace obce Magacela z let (1842–2010) | Populace obce Magacela z let (1842–2010) | Populace obce Magacela z let (1842–2010) | Populace obce Magacela z let (1842–2010) | Populace obce Magacela z let (1842–2010) | Populace obce Magacela z let (1842–2010) | Populace obce Magacela z let (1842–2010) | Populace obce Magacela z let (1842–2010) | Populace obce Magacela z let (1842–2010) | Populace obce Magacela z let (1842–2010) |
| ---------------------------------------- | ---------------------------------------- | ---------------------------------------- | ---------------------------------------- | ---------------------------------------- | ---------------------------------------- | ---------------------------------------- | ---------------------------------------- | ---------------------------------------- | ---------------------------------------- | ---------------------------------------- | ---------------------------------------- | ---------------------------------------- | ---------------------------------------- | ---------------------------------------- | ---------------------------------------- | ---------------------------------------- | ---------------------------------------- |
| 1842                                     | 1857                                     | 1860                                     | 1877                                     | 1887                                     | 1897                                     | 1900                                     | 1910                                     | 1920                                     | 1930                                     | 1940                                     | 1950                                     | 1960                                     | 1970                                     | 1981                                     | 1991                                     | 2001                                     | 2010                                     |
| 1 114                                    | 1 305                                    | 1 404                                    | 1 375                                    | 1 491                                    | 1 489                                    | 1 553                                    | 1 829                                    | 2 012                                    | 2 254                                    | 2 435                                    | 2 611                                    | 2 385                                    | 1 524                                    | 1 038                                    | 843                                      | 660                                      | 596                                      |